# イッツ・ア・シェイム・アバウト・レイ
『イッツ・ア・シェイム・アバウト・レイ』（It's a Shame About Ray）は、アメリカ合衆国のオルタナティヴ・ロック・バンド、レモンヘッズが1992年に発表した5作目のスタジオ・アルバム。アトランティック・レコード契約後としては2作目のアルバムに当たり、レモンヘッズは本作でブレイクを果たした。

## 背景
バンドの中心人物イヴァン・ダンドは、1991年のオーストラリア・ツアーの際にトム・モーガンとニック・ダルトンに出会い、彼らは本作収録曲の一部のソングライティングに貢献した。ドラムスは前作『ラヴィー』（1990年）に引き続きデヴィッド・ライアンが担当し、また、ジュリアナ・ハットフィールドがベーシストとして全面参加した。
「フランク・ミルズ」は、ミュージカル『ヘアー』で使用された楽曲のカヴァー。また、ボーナス・トラックの「ミセス・ロビンソン」はサイモン&ガーファンクルのカヴァー。
「バディー」（原題:My Drug Buddy）のタイトルは、一部の再発盤では短縮されて「Buddy」となっており、1993年1月に発売された日本盤CD(AMCY-508)でも「Buddy」と表記されている。

## 反響
バンドは本作で、『ビルボード』において自身初のアルバム・チャート入りを果たした。1992年にはヒートシーカーズで3位に達し、1993年には総合アルバム・チャートのBillboard 200で最高68位を記録。イギリスでも自身初の全英アルバムチャート入りを果たし、16週チャート圏内に入って最高33位を記録した。ニュージーランドでは1993年3月7日付のアルバム・チャートに初登場し、6週連続トップ50入りして最高17位を記録。オーストラリアでは1993年3月14日付のアルバム・チャートに初登場し、12週連続でトップ50入りして最高23位を記録。
本作収録曲「イッツ・ア・シェイム・アバウト・レイ」は『ビルボード』のモダン・ロック・チャートで5位、「ミセス・ロビンソン」は8位に達した。全英シングルチャートでは1992年に「イッツ・ア・シェイム・アバウト・レイ」が70位、「ミセス・ロビンソン」が19位を記録し、1993年には両A面シングル「コンフェティ／バディー」が44位を記録して、更に「イッツ・ア・シェイム・アバウト・レイ」が再びシングルとしてリリースされて31位に達した。

## 評価
Stephen Thomas Erlewineはオールミュージックにおいて5点満点中4.5点を付け「（前作の）『ラヴィー』が、パンク・ポップ、ジャングル・ポップ、フォークロックをエヴァン・ダンドならではのやり方で融合させたことを捉えた作品だとすれば、『イッツ・ア・シェイム・アバウト・レイ』は、彼がそのスタイルを完成させた作品だ」と評している。また、ピッチフォーク・メディアのスタッフが2010年に選出した「1990年代のトップ200トラック」では、タイトル曲「イッツ・ア・シェイム・アバウト・レイ」が138位にランク・インした。

## 収録曲
特記なき楽曲はイヴァン・ダンド作。
1. ロッキン・ストロール - "Rockin Stroll" - 1:41
2. コンフェティ - "Confetti" - 2:48
3. イッツ・ア・シェイム・アバウト・レイ - "It's a Shame About Ray" - 3:10
  - 作詞：イヴァン・ダンド、トム・モーガン／作曲：イヴァン・ダンド
4. ラダーレス - "Rudderless" - 3:18
5. バディー - "My Drug Buddy" - 3:05
6. ターンパイク・ダウン - "The Turnpike Down" - 2:24
7. ビット・パート - "Bit Part" - 1:47
  - 作詞：イヴァン・ダンド、トム・モーガン／作曲：イヴァン・ダンド
8. スターティング・トゥ・ハプン - "Alison's Starting to Happen" - 1:56
9. ハンナ&ギャビー - "Hannah & Gabi" - 2:51
10. キッチン - "Kitchen" - 3:00
  - 作詞・作曲：ニック・ダルトン
11. イン・マイ・スプーン - "Ceiling Fan in My Spoon" - 1:45
12. フランク・ミルズ - "Frank Mills" - 2:01
  - 作詞：ジェームス・ラド、ジェローム・ラグニ／作曲：アーサー・マクダーモット

### ボーナス・トラック
1. ミセス・ロビンソン - "Mrs. Robinson" - 3:44
  - 作詞・作曲：ポール・サイモン

## 他メディアでの使用例
本作に収録されたオリジナル曲のうち、「バディー」は映画『恋は突然に。』（2006年公開）のサウンドトラックで使用され、「イッツ・ア・シェイム・アバウト・レイ」は映画『ヤング≒アダルト』（2011年公開）のサウンドトラックで使用された。
また、「ミセス・ロビンソン」のカヴァーは、『ウェインズ・ワールド2』（1993年公開）、『カーラの結婚宣言』（1999年公開）、『アメリカン・サマー・ストーリー』（2001年公開）、『あいつはママのボーイフレンド』（2008年公開）、『ウルフ・オブ・ウォールストリート』（2013年）といった映画のサウンドトラックで使用された。

## 参加ミュージシャン
- イヴァン・ダンド - ボーカル、ギター
- ジュリアナ・ハットフィールド - ベース、バッキング・ボーカル
- デヴィッド・ライアン - ドラムス